# Le Songe d'une nuit d'été (film, 1935)
Pour les articles homonymes, voir Le Songe d'une nuit d'été (homonymie).
Pour plus de détails, voir Fiche technique et Distribution.
Le Songe d'une nuit d'été (titre original : A Midsummer night's dream) est un film américain réalisé par William Dieterle et Max Reinhardt, sorti en 1935. Il est fondé sur la pièce de théâtre éponyme de William Shakespeare.

## Résumé

### Première partie
Une jeune femme nommée Hermia est amoureuse de Lysander et souhaite l’épouser. Son père, Egeus, lui a cependant demandé de prendre pour époux Demetrius, qu’il a choisi pour elle. Quand Hermia refuse de lui obéir, déclarant que son cœur va à Lysandre, son père invoque devant le Duc Thésée d’Athènes une ancienne loi de la cité qui stipule qu’une fille doit, soit épouser le prétendant choisi par son père ou faire face à la mort. Thésée lui offre alors un autre choix qui est d'adopter une vie de chasteté en tant que religieuse et adorer la déesse Diane.
Pendant ce temps, Peter Quince et ses compagnons de jeu se réunissent pour produire une pièce de théâtre sur la mort cruelle de Pyrame et Thisbé en l’honneur du Duc et de son prochain mariage avec Hippolyte. Quince lit les noms des personnages ainsi que leurs attribues aux joueurs. Nick Bottom, qui joue le rôle principal de Pyrame, est trop enthousiaste et se suggère pour les personnages de Thisbe, le Lion et Pyrame en même temps. Il préfère aussi être un tyran et récite quelques lignes d’Ercles. Quince termine enfin la réunion en demandant à ses amis de se rencontrer au chêne de leur maitre.
Dans la forêt à l’extérieur d’Athènes, Obéron, le Roi des Fées et Titania sa Reine, se disputent et elle l'informe qu'elle a l’intention de rester dans la ville pour assister au mariage du Duc Thésée et d’Hippolyte. Après s'être séparer, elle refuse de donner son serviteur indien à Obéron, qui souhaite  l’utiliser comme chevalier parce que la mère de l’enfant était l’une des adoratrices de Titania. Voulant punir la désobéissance de sa femme, le Roi des Fées ordonne à son bouffon de cour espiègle Puck de récupérer une fleur appelée « l'amour-dans-l 'oisiveté ». À l’origine une fleur blanche, elle devint violette lorsqu’elle fut frappée par l’arc de Cupidon. Ses pétales recèlent une puissante essence qui sert à fabriquer une potion d’amour, qui s'il elle est appliquée sur les paupières d’une personne endormie, fait tomber cette dernière victime amoureuse de la première créature vivante vue à son réveil. Oberon tombe sur un Titania endormi et applique la potion d’amour sur ses yeux. Il a l’intention de la faire tomber amoureuse d'un animal sauvage de la forêt, afin de lui faire honte et qu'elle abandonne son serviteur indien.
Au même moment, Hermia et Lysandre se sont échappés  ensemble dans la même forêt dans l’espoir de s’enfuir mais Démétrius, qui est également amoureux d’Hermia, les y poursuit. Il est suivi par Hélène, qui cherche désespérément à récupérer l’amour de Démétrios. Elle continue de faire des avances vers son amour, promettant de l’aimer plus qu’Hermia ne le pourra mais il la repousse avec des insultes cruelles. Quand Obéron voit cela, il ordonne à Puck d’étaler une partie de la potion d’amour sur les paupières de Démétrios. Lorsque Puck découvre plus tard Lysandre endormi, il le prend pour Démétrios – ne l’ayant jamais vu auparavant – et lui administre la potion d’amour. Durant la nuit, Hélène rencontre Lysander endormi et le réveille en essayant de déterminer s’il est mort ou endormi. Quand il pose les yeux sur elle, il tombe immédiatement amoureux d’elle. Ailleurs, l’espiègle Puck transforme Bottom en âne et quand Titania se réveille et pose les yeux sur lui dans son apparence d'âne, elle tombe amoureuse de lui, alors que le roi des Fées a trouver le serviteur qu'l’emmène.

### Deuxième partie
Quand Obéron constate que Démétrios suit toujours suivre Hermia, il ordonne à Puck de lui amener Hélène pendant qu’il applique la potion d’amour aux yeux de Démétrios endormi. Au réveil, Démétrios voit Hélène, qui se retrouve désormais aimé par Lysandre et Démétrios. Cependant, elle est convaincue que ses deux prétendants se moquent d’elle. Quand Hermia la rencontre avec ses deux prétendants, elle accuse Démétrios de lui avoir volé Lysander. Les quatre se disputent jusqu’à ce que Lysandre et Démétrios deviennent si furieux qu’ils cherchent un endroit pour se battre pour prouver quel amour pour Helena est le plus grand. De son côté, Obéron ordonne à Puck d’empêcher Lysandre et Démétrios de se retrouver. Après que Puck ait appliqué la potion sur les yeux de Lysandre endormi, il revient à aimer Hermia, tandis que Démétrios continue d’aimer Hélène.
Tandis qu'Obéron emmène toutes les fées à ses côtés, il libère Titania de son sort et ils repartent ensemble amoureux une fois de plus. Suivant les instructions de son maitre, Puck enlève la tête de l’âne de Bottom et arrange le tout pour qu’Hermia, Lysandre, Démétrios et Helena croient tous qu’ils ont rêvé. Ils reviennent alors de la forêt pour assister au mariage du Duc Thésée et d’Hippolyte. Quand Thésée voit Hermia et son père Egeus, et voyant que Démétrios n’aime plus Hermia, Thésée annule les demandes d’Egeus et organise un mariage de groupe. Hermia pour épouse Lysandre et Hélène épouser Démétrios. Les amoureux décident que les événements de la nuit précédente ont dû être un rêve.
Ce soir-là, au mariage, ils regardent tous Bottom et ses compagnons jouer Pyrame et Thisbé. Aussi mal préparés soient-ils, les interprètes sont si terribles en jouant leurs rôles que les invités rient comme s’il s’agissait d’une comédie. Avant le rappel, les invités se faufilent et se retirent au lit. Ensuite, Obéron, Titania, Puck et les autres fées entrent et bénissent la maison et ses occupants. Après le départ de tout le monde, Puck suggère au public que ce qu’il vient de vivre pourrait n’être rien d’autre qu’un rêve.

## Fiche technique
- Titre : Le Songe d'une nuit d'été
- Titre original : A Midsummer night's dream
- Réalisation : William Dieterle et Max Reinhardt
- Scénario : Charles Kenyon et Mary C. McCall Jr., d'après la pièce de William Shakespeare : Le Songe d'une nuit d'été
- Dialogues : Stanley Logan
- Arrangements musicaux : Erich Wolfgang Korngold
- Chorégraphie : Bronislava Nijinska et Nini Theilade
- Photographie : Hal Mohr
- Production : Hal B. Wallis et Henry Blanke
- Société de production : Warner Bros. Pictures
- Direction artistique : Anton Grot
- Costumes : Max Ree et (non crédité) Milo Anderson
- Effets spéciaux : Byron Haskin, Fred Jackman et Hans Koenekamp
- Pays de production :  États-Unis
- Genre : Comédie romantique et fantasy
- Durée : 133 minutes
- Dates de sortie : 
  - États-Unis/Royaume-Uni : 9 octobre 1935 (première à New York et à Londres)
  - États-Unis : 30 octobre 1935 (sortie nationale)

## Distribution
- Ian Hunter : Thésée, duc d'Athènes
- Verree Teasdale : Hippolyte, reine des Amazones
- Dick Powell : Lysander
- Olivia de Havilland : Hermia
- Nini Theilade : Fée
- Ross Alexander : Demetrius
- Jean Muir : Hélène
- Hobart Cavanaugh : Philostrate
- Grant Mitchell : Égée
- James Cagney : Bottom
- Mickey Rooney : Puck
- Joe E. Brown : Flute
- Victor Jory : Obéron, roi des elfes
- Anita Louise : Titania, reine des elfes
- Frank McHugh : Quince
- Dewey Robinson : Snug
- Hugh Herbert : Snout
- Arthur Treacher : Acteur dans l'Épilogue
- Helen Westcott : Cobweb (sylphe)

Acteurs non crédités :
- Rags Ragland : Membre de la troupe d'acteurs
- Angelo Rossitto : Gnome
- Kenneth Anger : le Prince changelin

## Autour du film
Max Reinhardt réalise là son premier et seul film parlant américain, à partir de son spectacle théâtral monté à l’Hollywood Bowl Theatre. Il fait équipe avec son ancien élève William (ex-Wilhelm) Dieterle.